# نصف‌النهار ۲۰ درجه شرقی
نصف‌النهار ۲۰ درجه شرقی ۲۰مین نصف‌النهار شرقی از گرینویچ است که از لحاظ زمانی ۱ساعت و ۲۰دقیقه با گرینویچ اختلاف زمانی دارد.
این نصف‌النهار از قطب شمال شروع و از مناطق زیر گذشته و به قطب جنوب ختم می‌شود.
- قاره اروپا
- قاره آفریقا